# Richard Abel
Richard L. Abel (Nueva York, 13 de septiembre de 1941) es profesor de derecho (ahora emérito), especialista en estudios de derecho africano y un renombrado erudito sociojurídico.

## Biografía
Recibió su BA de la Universidad de Harvard (1962), su LL. B. de la Universidad de Columbia (1965) y su Ph.D. de la Universidad de Londres (1974) donde fue Marshall Scholar.
Es miembro de la facultad de la Facultad de Derecho de la Universidad de California en Los Ángeles desde 1974. Es expresidente de la Law & Society Association y editor de la revista Law & Society.

## Publicaciones seleccionadas
- "Disputando la legalidad en los Estados Unidos después del 11 de septiembre", en Fighting for Political Freedom: Comparative Studies of the Legal Complex and Political Liberalism, editado por Terence Halliday, Lucien Karpik y Malcolm Feeley (Onati International Series in Law and Society). Oxford (2008).
- Abogados ingleses entre el mercado y el estado: la política del profesionalismo (2003).
- Hablar con respeto, respetar el habla (1998).
- Política por otros medios: el derecho en la lucha contra el apartheid, 1980-1994 (1995);
- (editado con Philip SC Lewis) Abogados en sociedad. Una descripción general. (1995).
- "Transnational Law Practice", 44 Case Western Reserve Law Review (1993), pág. 737;
- La política de la justicia informal (editor, 1982).
- (con William Felstiner y Austin sarat) "El surgimiento y transformación de disputas: nombrar, culpar, reclamar" 15 Law & Society Review, (1980), 631.